# Ceai verde

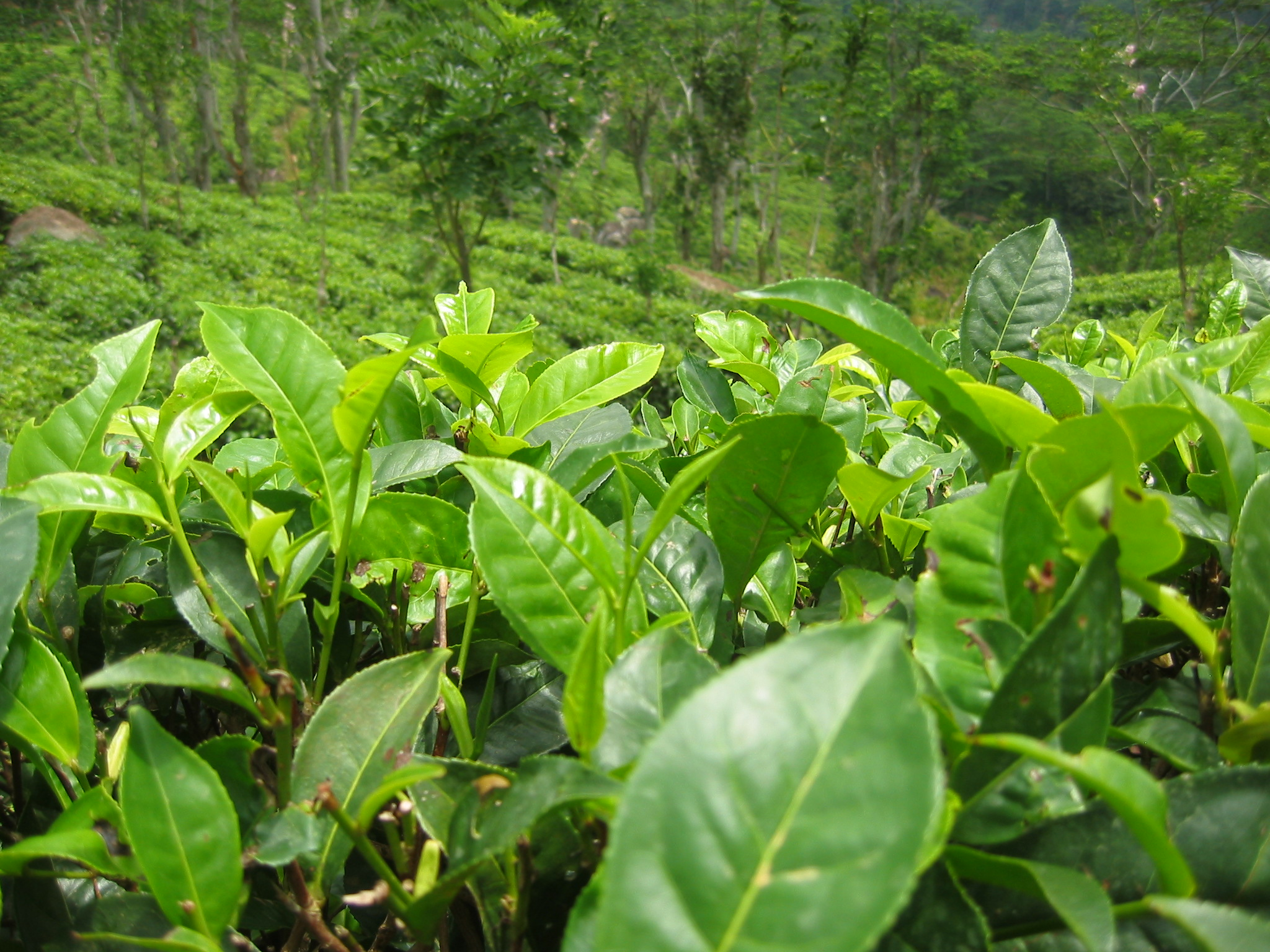
Ceai crescând în plantație

Ceaiul verde este un tip de ceai obținut, spre deosebire de ceaiul negru  din frunze nefermentate de Camelia sinensis. Diferența în producerea lui față de producerea ceaiului negru constă în faptul că procesul natural de fermentație este oprit. Imediat după cules, frunzele sunt trecute prin abur sau torefiate. Apoi frunzele sunt uscate și rulate, astfel împiedicându-se fermentarea. Ceaiul verde este cunoscut și sub denumirile de ceai nefermentat și ceai virgin. Ceaiul verde se diferențiază de cel negru și prin:
- mod de pregătire
- substanțe conținute
- gust
- efectul băuturii obținute

## Istorie
Deși ceaiul e cunoscut și folosit de oameni de mii de ani, cultivarea lui n-ar fi început decât prin anul 350 î.Hr, în China și prin anul 700 al erei noastre în Japonia. În Asia a fost vreme îndelungată considerat mai mult o plantă medicinală decât o băutură. În textele europene apare în 1559, la Veneția, sub numele de chai catai, ceea ce a dat numele de ceai.
Istoria ceaiului începe cu trei mii de ani înainte: conform legendei primul care a descoperit întâmplător efectele lui benefice a fost împăratul chinez Sen-Nung. Ceaiul a fost introdus treptat, mai întâi ca și condiment sau fiert în mâncăruri. Cultul ceaiului a apărut doar în timpul dinastiei Han (206-220), atunci au început să-l aplice ca medicament. Un poet cu numele Lu-Yü a pus bazele ritualului de a bea ceai, în care el spera că a descoperit o armonie deosebită. Încetul cu încetul au apărut și ceainăriile: mai întâi prin vânzătorii ambulanți pe urmă au apărut și mici ceainării. Când Marco Polo ajunge în China ceainăriile deja fac parte din cultura locală.

## Proprietăți
Călugărul Eisai a ținut să evidențieze efectele benefice ale ceaiului verde în cartea sa Menținerea sănătății prin ceai (1211): „Ceaiul este un medicament miraculos pentru menținerea sănătății. Ceaiul are o putere extraordinară de prelungire a vieții. Oriunde o persoană cultivă ceai, va avea parte de o viață lungă.” Din toate timpurile ceaiul este „elixirul care creează lăcașul de nestrămutat al nemuririi”. Din acest pasaj reiese faptul că ceaiul verde a fost apreciat din timpuri străvechi ca un puternic medicament. În ultimii ani însă, cercetările au evoluat atât de mult încât acum avem și confirmarea științifică a ceea ce se spunea în vechime „Ceaiul este medicamentul miraculos al menținerii sănătății”. Devine din ce în ce mai clar pentru oricine că ceaiul verde are un spectru foarte larg de prevenire a bolilor.

### Compoziție
Uleiuri esențiale, teină, cofeină, tanini catechici, flavonoide (cuercetină, quercitina), aminoacizi, vitamina C, teaflavina, tearubigina, proteine, calciu, fier, fluor, alcaloizi (teobromina, teofilina, dimetilxantina, xantina, adenina) și componenta principală epigallocatechina gallata (EGCG), cea mai importantă componentă a fracțiunii polifenolice a ceaiului verde. Activitatea ceaiului se datorează în primul rând conținutului de teină, de tanini si de compuși polifenolici. Polifenolii și catechinele combat radicalii liberi produși de poluare, fum de țigară, gaze de eșapament, ultraviolete iar alcaloizii exercită un efect de stimulare nervoasă.
Flavonoidele, se pare, protejează împotriva stresului.
Substanțele aromatice dau o savoare deosebită ceaiului.
Toate aceste componente fac din ceaiul verde un excelent antioxidant, diuretic, stimulator cerebral, stimulator al proceselor de ardere a grăsimilor și factor de protecție anticancer.
Cele mai importante efecte benefice ale ceaiului verde asupra organismului, se datorează polifenolilor, - antioxidanți puternici pe care îi are în compoziție -, deoarece nu este fermentat, acest ceai, are în conținut cea mai mare cantitate de polifenoli, și cel mai mic conținut de cofeina, dintre toate tipurile de ceai.

### Prelucrarea
Producția de ceai verde este caracterizată inițial printr-un proces de încălzire, care ucide enzima polifenoli oxidasa responsabilă pentru conversia flavonolilor din frunze în compuși polifenolici închiși la culoare, ceea ce-i dă ceaiului culoarea neagră. Alt proces important este cel de rulare, în care frunzele sunt tăiate și răsucite. Forma finală de ceai verde depinde de varianta specială în care este produs. Etapa de rulare este foarte similară cu operațiunea cu același nume în producția de ceai negru.

## Producție
Exportul și producția ceaiului verde 2006. (mii de tone metrice)
| Țară           | Producție     | Export        |
| -------------- | ------------- | ------------- |
| China          | 782,4 (80.8%) | 218,7 (83.0%) |
| Japonia        | 91,8 (9.5%)   | 1,6 (0.6%)    |
| Vietnam        | 66,0 (6.8%)   | 26,0 (9.9%)   |
| Indonezia      | 20,0 (2.1%)   | 9,1 (3.5%)    |
| În toată lumea | 968,1 (100%)  | 263,5 (100%)  |

## Efecte asupra sănătății

### Efecte pozitive
S-a observat că polifenolii ceaiului verde și negru atenuează creșterile tensiunii arteriale, datorită proprietăților lor antioxidante. Recent, unele studii epidemiologice au indicat faptul că consumul de ceai verde reduce ușor tensiunea arterială. 120 ml de ceai verde consumat pe  zi timp  de 1 an reduce semnificativ riscul de a dezvolta hipertensiune. 
Ceaiul are acțiune diuretică, are acțiune antioxidantă, diminuă procesele de termogeneză, scade nivelul colesterolului din sânge; are efecte benefice asupra circulației sângelui și proceselor de digestie, stimulează procesele metabolice la nivelul celulelor sistemului nervos central, studii recente emițând ipoteza eficacității în prevenirea bolii Alzheimer. Favorizează irigația sanguină la nivelul tegumentelor favorizând regenerarea acestora, combate apariția cariilor datorita aportului de fluor, este tonic, energizant și combate stările depresive.
Cercetătorii Universității Basel susțin că ar putea ajuta la îmbunătățirea funcțiilor cognitive, în special a memoriei.

### Efecte negative
Efectele nocive ale consumului de ceai peste limită (negru sau verde) sunt din cauza a trei factori principali: conținutul de cofeină, prezența de aluminiu și efectele polifenolilor asupra biodisponibilității fierului. În ceea ce privește prezența de aluminiu din ceaiul negru și verde, unele studii au relevat capacitatea mare a acestei plante de a acumula Al. Acest aspect este important pentru pacienții cu eșecuri renale, deoarece aluminiul poate fi acumulat de organism ceea ce poate duce la boli neurologice, prin urmare, este necesar să se controleze consumul de alimente cu cantități mari din acest metal..De asemenea, consumul de ceai verde poate avea o afinitate pentru fier și infuziile de ceai verde poate provoca o scădere semnificativă a biodisponibilității Fe din dietă. Pe de o parte, unii autori afirmă că ceaiul nu ar trebui să fie consumat de către pacienții care suferă de anemie. De exemplu, anemia feriprivă în rândul copiilor din Arabia Saudită și Regatul Unit pot fi agravate de consumul regulat de ceai. Pe de altă parte, acest efect poate fi benefic la pacienții cu hemocromatoză genetică. Este demn de remarcat că interacțiunea dintre ceai și de fier poate fi atenuată prin adăugarea de lămâie în ceai.. 
Ceaiul verde are în conținut un nivel ridicat de oxalați care sunt răspunzători de apariția pietrelor la rinichi, de asemenea conține cofeină, un compus care la un consum exagerat de ceai verde, poate produce creșterea tensiunii arteriale, - consumul recomandat este de 2-3 cești de ceai într-o zi.

## Tipuri de ceai verde

### Ceaiuri chinezești

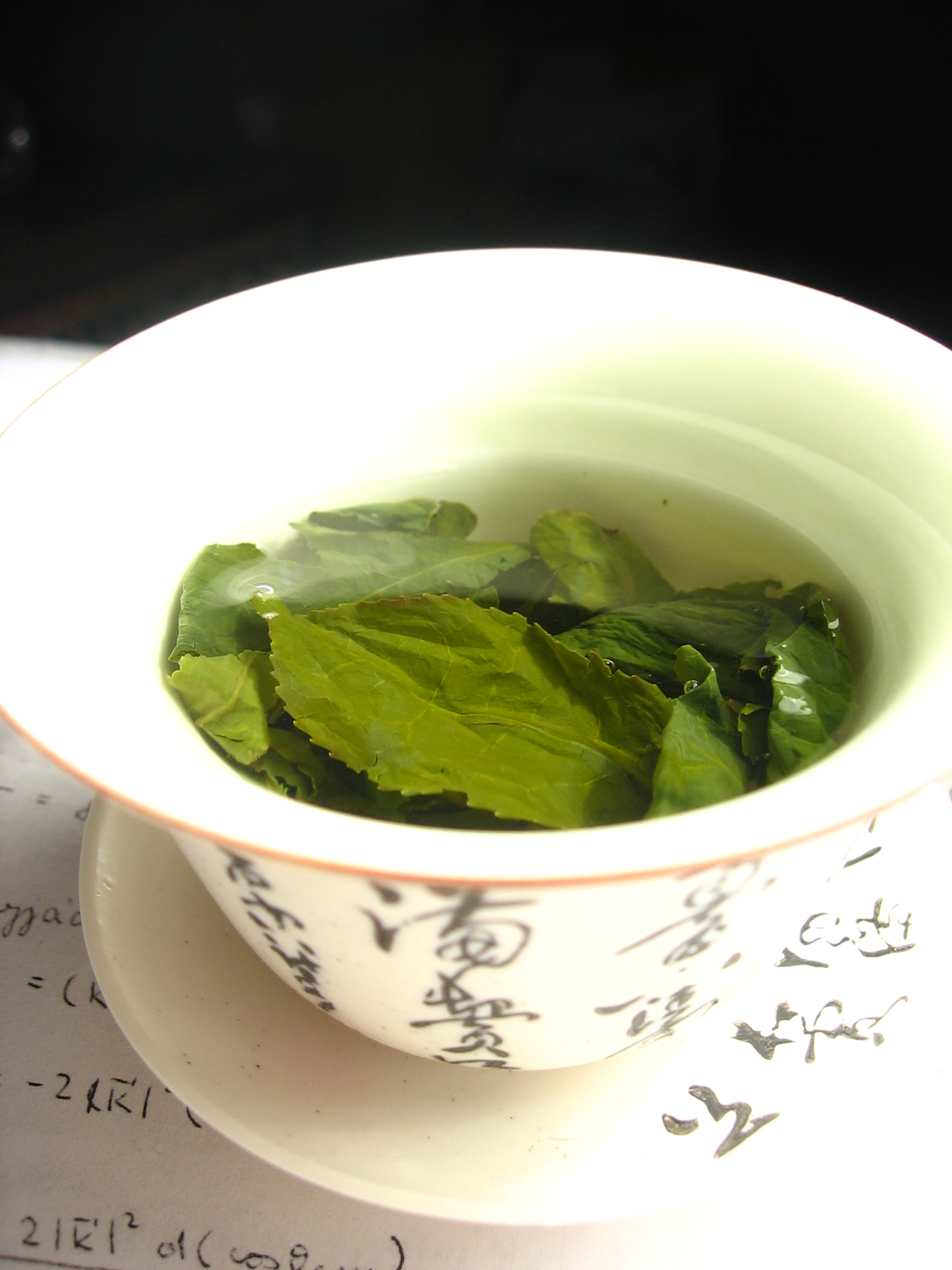
Infuzarea ceaiului verde

- Chun mee: Ceai verde chinezesc ce datorează numele formei în care vin prelucrate frunzele, în forma de sprânceană. De altfel tradus înseamnă "sprânceană de bătrân". Infuzia are o culoare de un galben pal. Este un ceai ce se poate bea în orice moment al zilei.

- China plum blossom: Ceai foarte apreciat cu un retrogust dulce.

- Gunpowder: Ceai verde chinezesc obținut prin două faze de uscare și răsucirea frunzelor în formă de biluțe, ceea ce creează o asemănare cu praful de pușcă (lb.eng. gunpowder) mai granulos din vechime.

- Jasmine jade pearls: Ceai verde chinezesc cu aromă de iasomie.

- Lu'an Guapian: Ceai verde chinezesc obținut prin răsucirea frunzelor în lungime în așa fel încât acestea devin asemănătoare cu semințele de pepene galben, de aici numele în chineză.

- Pi lo chung: Ceai verde chinezesc destul de rar. Planta acestui ceai crește în vecinătatea pomilor fructiferi (piersici, caiși) iar frunzele absorb astfel parfumul acestora. Are un gust răcoritor și dulce.

- Lu mu dan flowery: Este produs în Hunan.

- Lung ching: Ceai verde chinezesc provenit din provincia  Zhejiang, cunoscut și sub numele de „fântâna dragonului”.

- Shui  hsien: Provine din provincia chineză Fujian.

- Taiping  hokui: Provine din provincia chineză Anhui.

- Tuocha yunnan: Provine din provincia chineză Yunnan.

- Xia Zhou bi  feng.

### Ceaiuri japoneze
- Kukicha: Este un ceai lipsit de teină, cu un gust delicat.

- Bancha: Acest tip de ceai conține foarte puțină teină, de altfel bancha semnifică lejer, ușor. Este cunoscut și ca „ceai de trei ani”. Este un ceai deteinat natural, lipsit de orice fel de coloranți sau produși chimici și provine din frunzele mai groase culese la a doua sau la a treia recoltă. Infuzia este de un verde închis.

- Genmaicha: Ceai japonez obținut prin amestecarea ceaiului bancha cu orez și boabe de porumb copt.

- Gyokuro: Este  varietatea de ceai cea mai apreciată în Japonia. În traducere înseamnă „roua prețioasă”. Frunzele, ascuțite, de o culoare verde-albastrie ca acele de pin, dau o infuzie de o culoare galben-verzuie.
- Hojicha: Este vorba de frunze de ceai ușor torefiate, ceea ce le amplifică aroma.

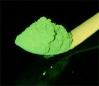
Matcha

- Matcha: Ceai folosit în ceremonia ceaiului, în Japonia. Matcha se obține astfel: frunzele după ce au fost uscate, zdrobite cu pietre de moară devin o pudră verde, solubilă în apă. Aceasta pudră de ceai este de culoarea verde deschis, cu reflexe pale. Pentru a-l prepara se pune 1 gram într-o ceașcă de apă la 60 de grade și se agită cu un bețișor până la apariția unei spume verzi, translucide. Băutura obținută, destul de închisă la culoare și în special tare în teina, este ușor amară, având o aromă proaspătă care amintește de vegetația umedă de pădure. Este extrem de sănătos, are proprietăți antioxidante și previne apariția cancerului de colon sau stomac. Există varietăți diferite de ceai verde, în funcție de zona în care a fost cultivat. Ceaiul verde poate fi preparat și direct din frunze, în afara ceremoniei ceaiului.

- Sencha: Este cel mai cunoscut ceai japonez, reprezentând 85% din producția japoneză.

- Tenko: Este un ceai-trufanda din prima recoltă, supranumit și „parfum ceresc”.

### Alte tipuri de ceai verde
- Himalaya, Yogitea: Sunt ceaiuri verzi lipsite de teină.